# Josefina Mpelo
Josefina Beato Mateus Mpelo (ur. 10 lutego 1983 w Maputo) – mozambicka księgowa i polityczka, od 2022 roku minister ds. kombatantów.

## Życiorys
Jest córką Beato Mateus Mpelo, który był oficerem policji i Bendity Machaka Temodjoe żołnierki i radnej miasta Matola. Ukończyła szkołę podstawową w Matoli, a w 2004 roku została absolwentką szkoły średniej Maputo Commercial School. Od 2007 roku pracowała jako księgowa w urzędzie dystryktu Ancuabe. W 2011 roku ukończyła studia w Instytucie Handlu i Przemysłu w Nampuli, w 2015 roku uzyskała licencjat z rachunkowości i audytu w Instituto Superior de Ciências e Tecnologia Alberto Chipande, a w 2016 roku ukończyła administrację publiczną na Katolickim Uniwersytecie Mozambiku. Pracowała następnie jako kierowniczka działu administracyjno-finansowego w Krajowym Instytucie Wsparcia Uchodźców w Delegaturze Cabo Delgado.
18 marca 2022 roku prezydent Filipe Nyusi mianował ją ministrem ds. kombatantów, zastąpiła na tej funkcji Carlosa Siliyę. 22 marca tego samego roku objęła urząd.